# Plantyn
Plantyn is een Belgische uitgeverij. De uitgeverij is gevestigd in Berchem en verspreidt vooral educatieve publicaties. Het bedrijf is zowel in het Nederlandstalige als in het Franstalige landsgedeelte actief. Plantyn publiceert boeken en andere leermiddelen voor het basisonderwijs, het secundair onderwijs, het hoger en het wetenschappelijk onderwijs en het volwassenenonderwijs en ook professionele informatie voor de onderwijssector. Plantyn maakt deel uit van de Europese uitgeefgroep infinitas learning. Tot 2008 maakte de uitgeverij als Wolters Plantyn deel uit van de educatieve divisie van de Nederlandse uitgeefgroep Wolters Kluwer.

## Geschiedenis
De uitgeverij ontstond begin jaren 50 te Hoboken bij Antwerpen en richtte zich vooral op de markt van de schoolboeken. Medio 1956 verhuisde ze naar het stadscentrum om ten slotte in 1970 nogmaals te verhuizen naar Deurne. In 1967 werd uitgeverij Plantyn deel van het grotere uitgeefconcern Kluwer.
In 1987 fuseerde Wolters-Samsom met Kluwer. Zowel de uitgeverij te Deurne als de voormalige uitgeverij Wolters te Leuven kregen de naam Wolters Plantyn. Beide uitgeverijen, Plantyn en Wolters Leuven, werkten nog een tijdlang naast elkaar, maar in 1995 was de fusie Wolters Plantyn een feit. In het kader van een reorganisatie binnen Wolters Kluwer verhuisde de uitgeverij ten slotte vanaf de zomer van 2002 naar Mechelen.
In 2007 werd de educatieve divisie van Wolters Kluwer, waartoe Wolters Plantyn behoorde, verkocht aan Bridgepoint Capital, een private-equitybedrijf. Een nieuwe naamloze vennootschap Plantyn werd opgericht, waarin om naamsverwarring te voorkomen de naam Wolters niet meer voorkomt. Samen met haar collega-uitgevers vormt Plantyn het uitgeversconcern Infinitas Learning.

## Plantyn, Gent
In de eerste decennia van de twintigste eeuw bestond in Gent een flamingantische drukkerij-uitgeverij opgericht in 1901 te Gent door Hippoliet Meert.  De naam refereerde aan de drukker Christoffel Plantijn en diens uitgeverij Plantijn die pas in 1866 definitief de deuren sloot.  Beide laatsten werden trouwens ook regelmatig geciteerd als Plantyn.
De drukkerij-uitgeverij in Gent was een logische keuze voor Hippoliet Meert omdat deze voor al zijn propagandamateriaal en publicaties van het Algemeen-Nederlands Verbond en de tijdschriften Neerlandia en Transvaal te dikwijls beroep diende te doen op andere drukkers.  Hij begon daarom uit financiële noodzaak een eigen drukkerij om de uitgaven van de Vlaamse Beweging zelf te verzorgen.
De jonge drukkerij verzorgde de druk van de tijdschriften Het tooneel (en later de opvolger Het kunstblad), Jong Vlaanderen en Flandria's Novellen-Bibliotheek.  Maar daarnaast werd ook alle mogelijke handelsdrukwerk verzorgd.  Later werd meer en meer ook als uitgeverij gewerkt en werden meerdere boeken uitgegeven of gedrukt voor andere uitgeverijen.